# Bror Almquist
Bror Edvard Almquist, född 9 augusti 1864 i Borgvik i Värmland, död 25 april 1940 i Stockholm, var en svensk arkitekt. Han var far till Clas Almquist.

## Biografi
Almquist växte upp på gården Elvenäs i Nors socken i Värmland. Efter studier vid Karlstads högre allmänna läroverk 1872–1882 och Chalmers tekniska läroanstalt i Göteborg 1882–1887 avlade Almquist avgångsexamen från Kungliga Akademien för de fria konsterna 1890.
Han praktiserade som arkitekt hos professor Isak Gustaf Clason från sommaren 1890 till våren 1892 samt 1893–1895, men startade därefter egen blev verksamhet. Från 1898 var arkitekt i Överintendentsämbetet. Mellan 1902 och 1911 arbetade han tillsammans med Victor Bodin, och de båda ritade 26 byggnader i Stockholm. Almquist ritade ett flertal nya kyrkobyggnader och var även ansvarig vid många kyrkorestaureringar. Från 1918 tjänstgjorde han som arkitekt utom stat vid Byggnadsstyrelsen. Almquist var även verksam som etsare och tecknare.
Almquist kyrkobyggnader är präglade av den nationalromantisk traditionen, där de "äkta materialen" som tegel och natursten och lokala byggnadssätten lyftes fram. Fasaderna gavs ofta ett slutet utförande, med robusta portar och småspröjsade fönster. Hans kyrkobyggnader karaktäriseras av en höjdsträvan med branta takfall, höga torn och smäckra
spiror, ofta med en lökformad ansvällning som återkommande motiv.
Bror Almquist är begravd på Norra begravningsplatsen utanför Stockholm.

## Verk i urval[2]
- Sjögetorps slott, Sörmland, 1897

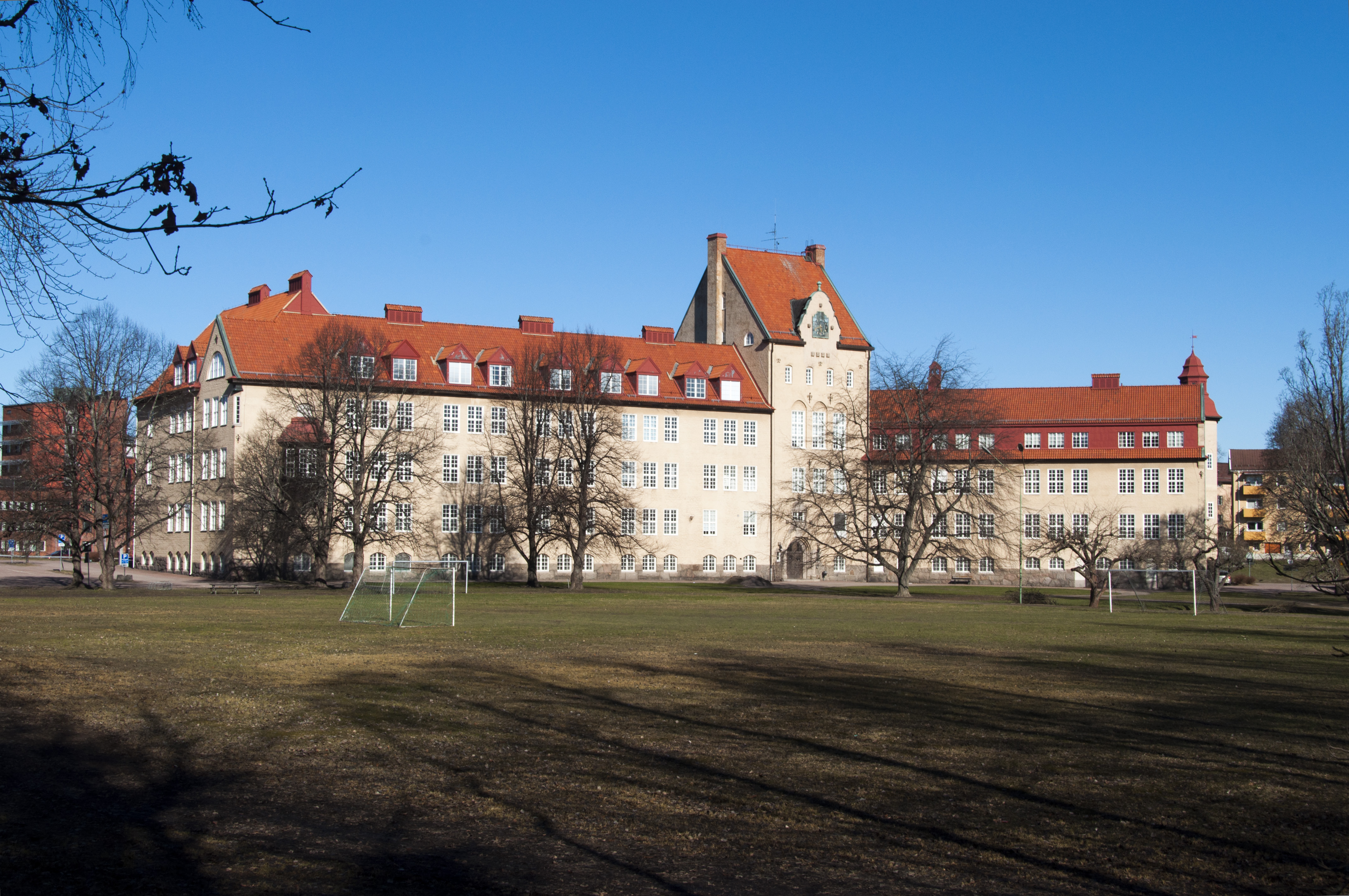
Seminariet, Karlstad

- Kristinehamns praktiska skola 1905, tillsammans med Victor Bodin
- Mälarbadet, Stockholm 1906
- Hörnefors kyrka, Västerbotten, 1906–1908
- Seminarium i Strängnäs 1901 och i Karlstad, 1908–1920
- Ombyggnad av Residenset i Karlstad, 1914–1919
- Kristinehamns realskola ( (idag Brogårdsgymnasiet), 1915
- Wermlands Enskilda bank i Vänersborg, 1917
- Forshaga kyrka, 1919–1921
- Munkfors kyrka 1919–1920
- Dalby kyrka, 1926–1928
- Nyskoga kyrka, 1926–1927
- Blomskogs kyrka, 1929
- Restaurering av Gamla gymnasiet i Karlstad 1929
- Lundsbergs kyrka, 1930
- Betlehemskyrkan, Karlstad, 1927–1928 [4]
- Munkedals kapell 1939

## Bildgalleri

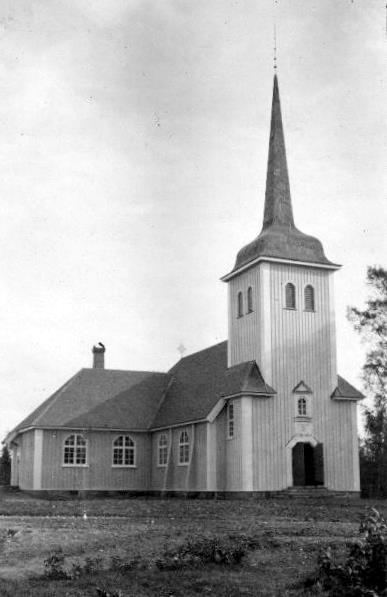
Nyskoga kyrka
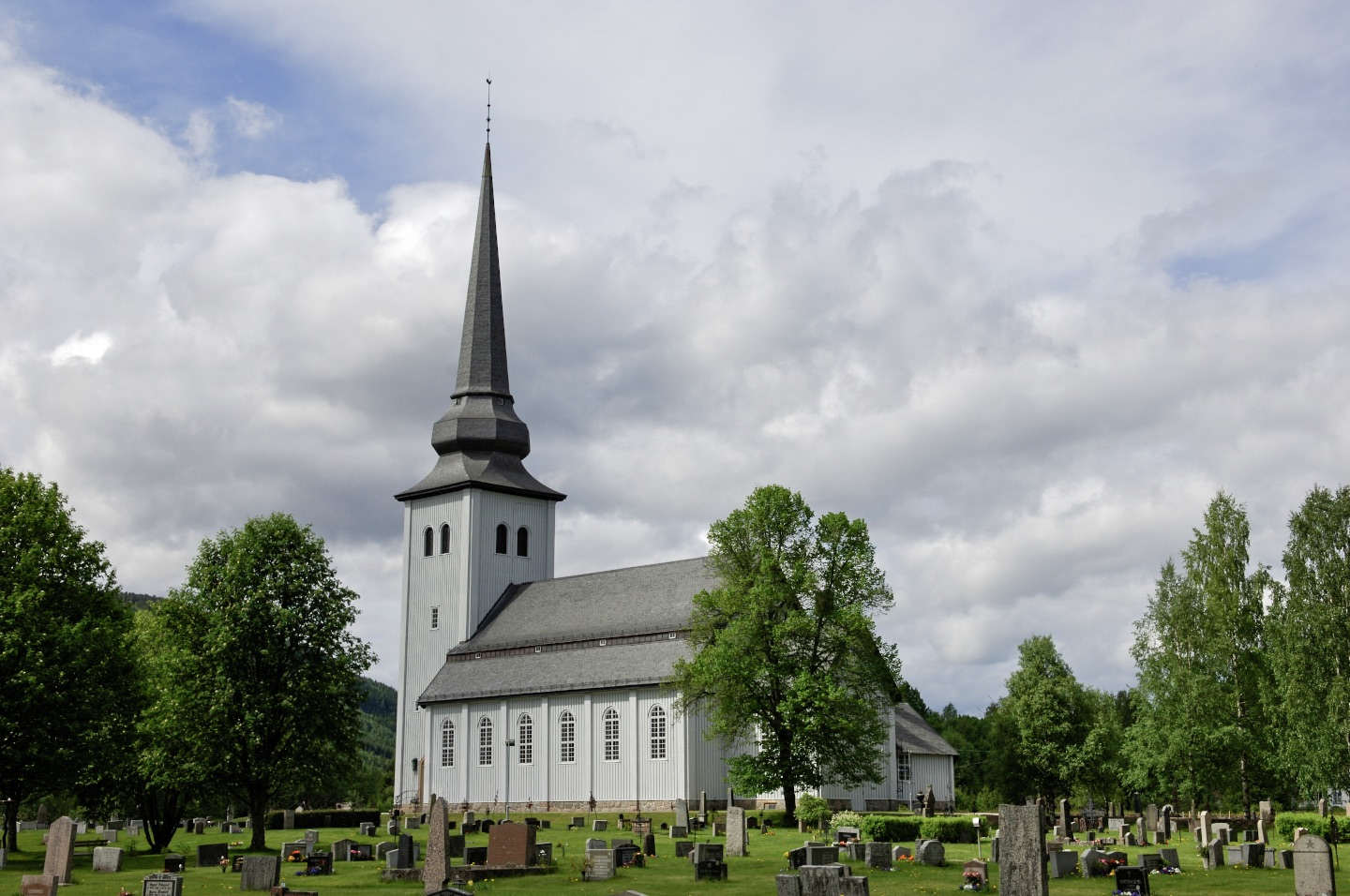
Dalby kyrka
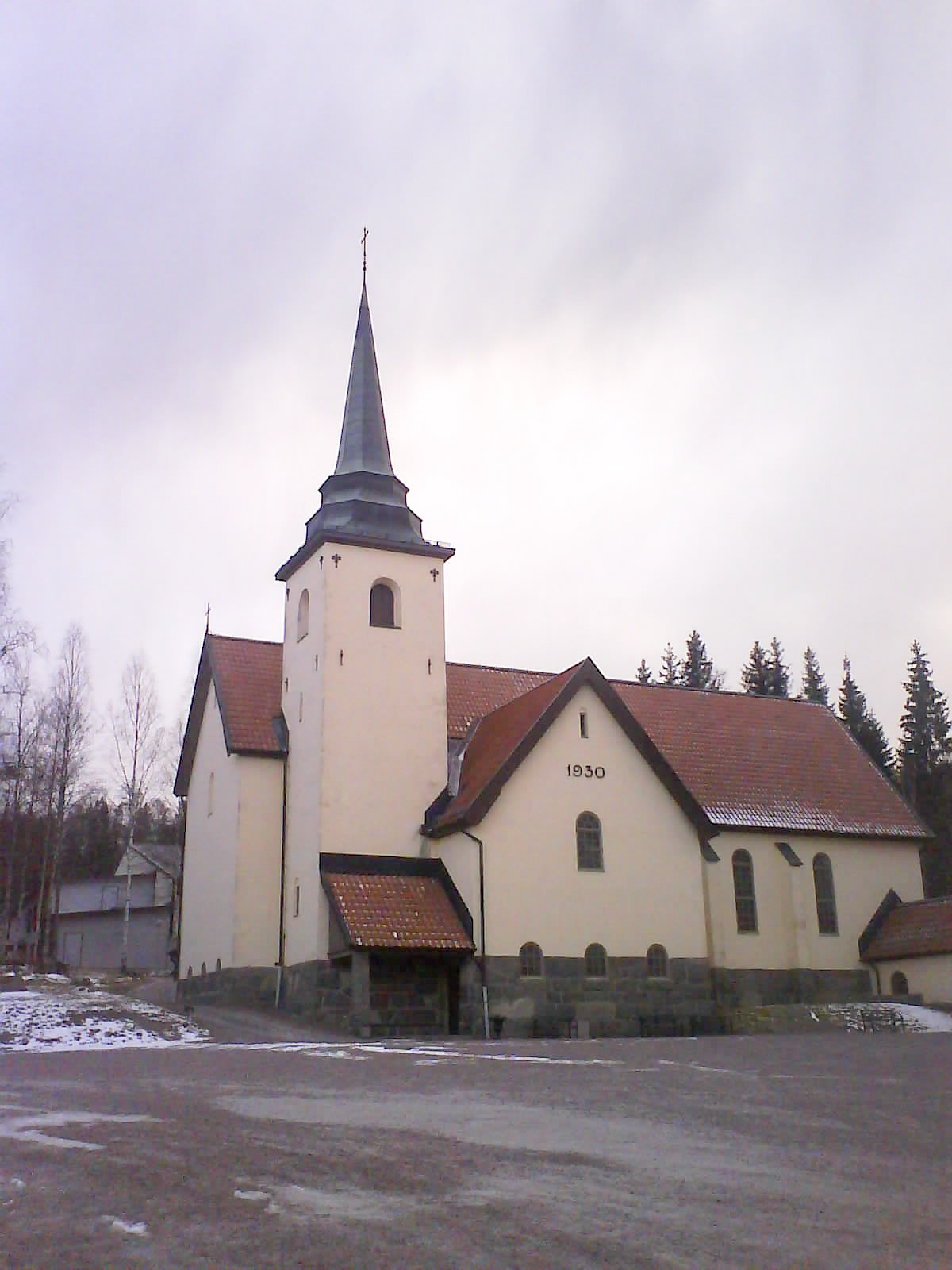
Lundsbergs kyrka
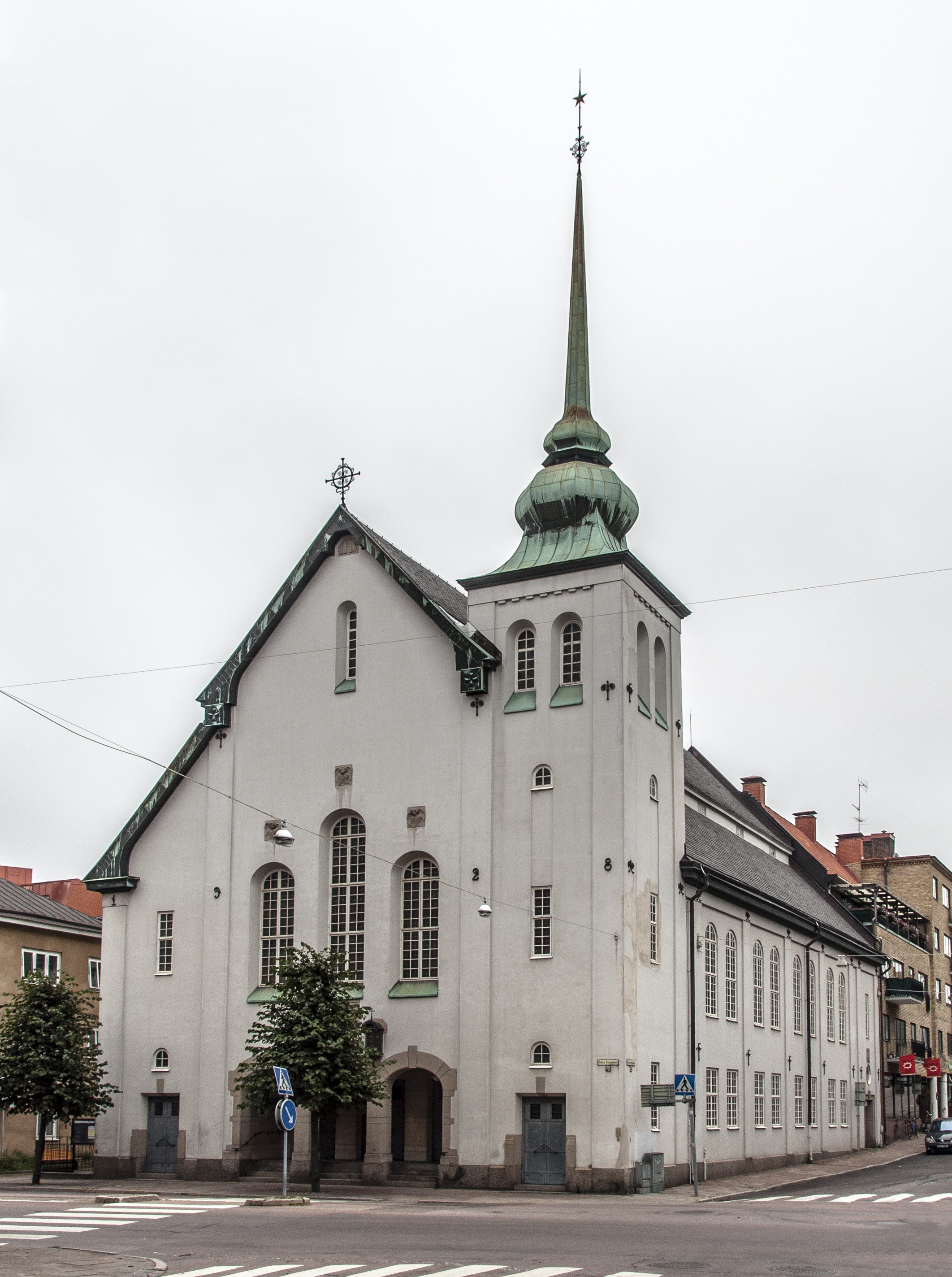
Betlehemskyrkan i Karlstad
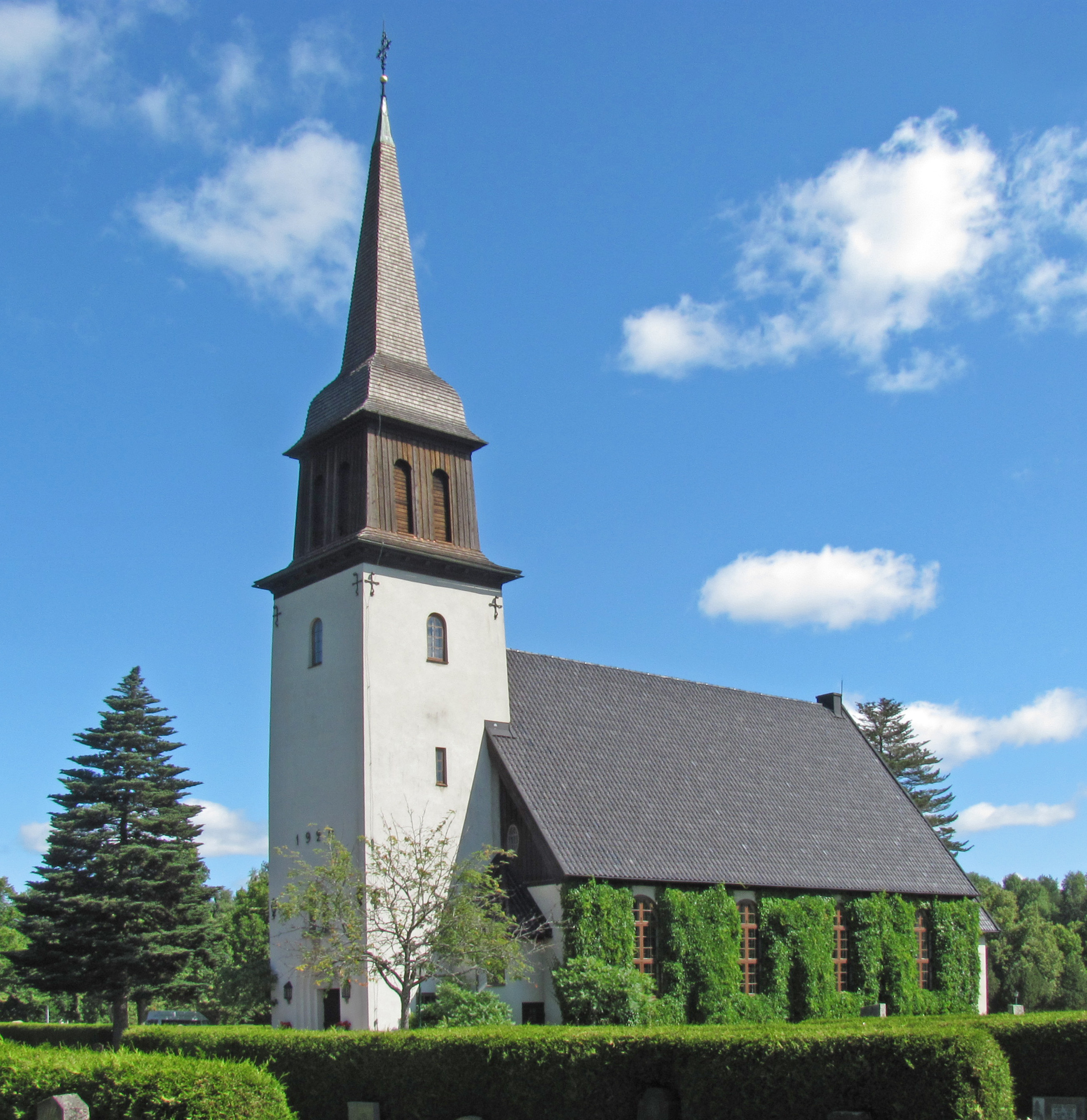
Forshaga kyrka
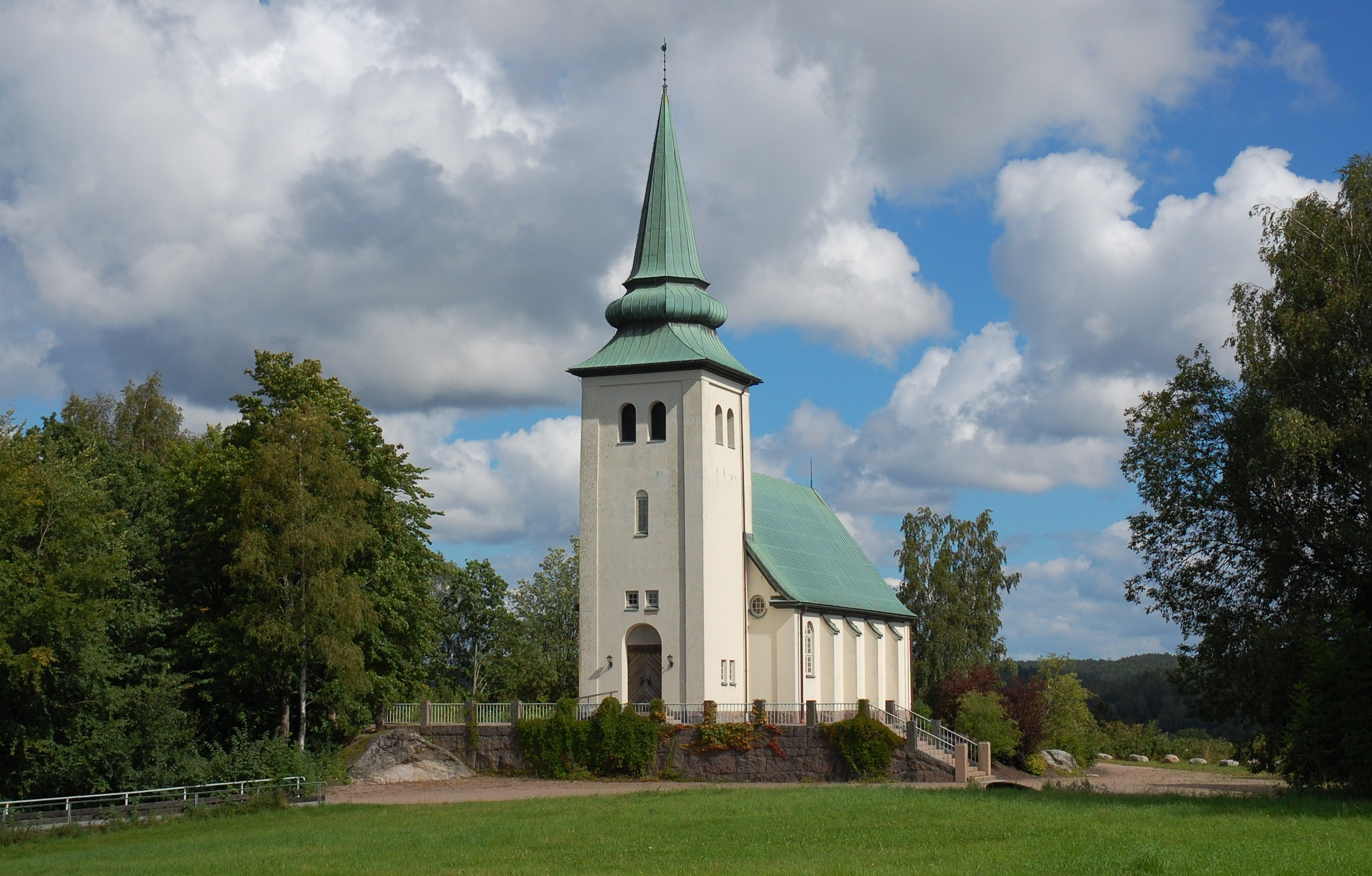
Munkedals kapell